# تپه کول باشی ۳
تپه کول باشی ۳ مربوط به دوره اشکانیان - دوره ساسانیان است و در شهرستان سرآب، بخش مرکزی، دهستان حومه، ۲ کیلومتری غرب روستای هولیق واقع شده و این اثر در تاریخ ۶ اسفند ۱۳۸۵ با شمارهٔ ثبت ۱۷۴۹۴ به‌عنوان یکی از آثار ملی ایران به ثبت رسیده است.